# Pudendal neuralgi
Pudendal neuralgi eller Pudendusneuralgi kendes også under betegnelserne cyklistsyndrom, Alcocks kanal syndrom eller Fastklemning af pudendusnerven. Pudendal neuralgi skyldes klemning, irritation eller beskadigelse af pudendusnerven.  Symptomerne viser sig som brændende, stikkende, jagende, dunkende, dumpe smerter omkring blære, urinrør, anus, skede, kønslæber, klitoris, penis, pung eller i mellemkødet. Nogle oplever det som følelsesløshed eller følelsesforstyrrelser. Smerterne kan trække ud i baller og lår og symptomerne er fremtrædende når man sidder ned og forsvinder som regel når man ligger ned. .  Pudendal neuralgi er en sjælden sygdom, der anslås at ramme én ud af 100.000, hvilket af behandlere vurderes som underestimeret. I Danmark anslås det, at 500 personer årligt rammes af lidelsen. . Omkring 2 ud af 3 der rammes, er kvinder. 

## Diagnosticering
Pudendal Neuralgi kan klinisk diagnosticeres ud fra de såkaldte ”Nantes kriterier”. Kriterierne blev fremsat af en gruppe franske læger i 2006 og publiceret i 2008. 
- Smerter fra de områder, der dækkes af pudendusnerven
- Smerterne forværres når man sidder ned
- Patienten vækkes ikke af smerter om natten
- Ved den kliniske undersøgelse er der ingen objektive føleforstyrrelser
- Patienten vil typisk opleve en positiv effekt af en pudendusblokade

I forbindelse med diagnosticeringen skal der desuden undersøges for andre forhold, der enten udelukker eller støtter diagnosen om pudendal neuralgi, fx ved hjælp af MR-scanning. 
Det er derudover muligt at få konstateret pudendal neuralgi ved hjælp af en elektrofysiologisk undersøgelse. 

## Årsager
Der er eksempler på en hel række forskellige årsager til, at personer udvikler pudendal neuralgi. Dels kan pudendusnerven være klemt eller indfanget mellem bindevæv eller muskler i de forskellige kanaler i bækkenet, som nerven løber igennem . Eller nerven kan have været udsat for en eller anden form for overlast eller traume, der fx kan skyldes en vanskelig fødsel, intens cykling, ridning eller squatting, infektioner, kirurgiske indgreb, etc.  ; men også hvor der ikke umiddelbart har kunnet peges på en årsag. Der er endnu ikke dokumenteret nogen decideret bagvedliggende årsag til at nogen udvikler pudendal neuralgi og andre ikke.

## Behandling
Det er vigtigt at undgå aktiviteter, der kan forværre symptomerne. Det er ligeledes vigtigt at komme hurtigt komme under behandling hos fx fysioterapeut eller osteopat eller andre behandlere med speciale i bækkenbunden. De kan hjælpe med at smidiggøre eller massere væv og muskler i bækkenbunden. Behandlingen kan indebære indvendig massage via skede eller endetarm. Forskellige fysiske og/eller yogaøvelser kan hjælpe til at øge blodgennemstrømningen i bækkenet og strække væv og muskler, så presset på nerverne mindskes.
Brug af TENS (Transkutan Elektrisk Nerve Stimulation) kan for nogle bidrage til at lindre på smerterne.   
Til medicinsk behandling benyttes primært antidepressiver, som fx Amitriptylin eller Garbapentin og Pregabalin, som er antiepileptiske midler. For nogle kan disse præparater have en smertedæmpende effekt.
Invasivt kan der behandles med blokader bestående af botox eller steroider, men der gøres også forsøg med frysning (cryoneurolyse)  eller pulseret radiofrekvens behandling. 
Kirurgisk er det muligt at indoperere en nervestimulator , der fungerer lidt som TENS. I udlandet tilbydes også komplicerede operationer, hvor man løsner vævet omkring nerven. 

## Patientforening
I Danmark er Pudendal Neuralgi Foreningen patientforening for personer ramt af Pudendal neuralgi. Foreningen driver hjemmesiden | pudendalneuralgi.dk Arkiveret 10. december 2022 hos  Wayback Machine.

## Øvrige klassifikationer
| ICD11 Arkiveret 1. august 2018 hos  hos Archive.is
| ORPHA:60039